# Albertonectes
Albertonectes ist eine Plesiosauriergattung, die in der Oberkreide lebte. Die Gattung umfasst mit Albertonectes vanderveldei eine einzige bekannte Art, die 2012 anhand eines fast vollständig erhaltenen fossilen Skeletts, nur der Schädel fehlt, erstbeschrieben wurde. Albertonectes hatte die höchste Zahl an Halswirbeln unter allen bekannten Wirbeltieren und den in Relation zum Körper längsten Hals aller Plesiosaurier.
Das Fossil wurde in der Bearpaw-Formation abgelagert, die auf das späte Campanium bis untere Maastrichtium datiert wird und aus Ablagerungen des Western Interior Seaway besteht, und wurde bei der Gewinnung von Ammolit bei Lethbridge im südlichen Alberta gefunden. Zahnabdrücke auf dem Rabenschnabelbein, zwei Schuppen von einem Hai der Gattung Squalicorax und kleine Störungen im Zusammenhang des Skeletts zeigen, dass Haie an dem Kadaver fraßen. Das Art-Epitheton vanderveldei wurde zu Ehren von Rene Vandervelde vergeben, der die den Ammolit-Abbau betreibende Firma gründete, ohne deren Wirken das Fossil niemals gefunden worden wäre. 

## Merkmale
Das fast vollständig erhaltene postcraniale Skelett umfasst 132 Wirbel von Atlas und Axis bis zu den zusammengewachsenen letzten Schwanzwirbeln, den Schultergürtel, ein unvollständiges Becken, fast vollständige Vorder- und Hintergliedmaßen, disartikulierte Rippen (außerhalb des ursprünglichen anatomischen Verbundes), eine Bauchrippe und 97 Gastrolithen. Das Tier war insgesamt 11,2 Meter lang, davon entfielen auf den von 76 Halswirbeln gestützten Hals sieben Meter (62 %). Neben der hohen Anzahl der Halswirbel unterscheiden seitliche Längsgrate auf den zum Körper hin gelegenen Halswirbeln, ein relativ breites Schlüsselbein, ein sich verjüngender ventraler Vorsprung an der mittleren Symphyse des Rabenschnabelbeins (ursprünglicher Knochen im Schultergürtel), ein anterolateraler (vorn und seitlich) Vorsprung des Schambeins, die zusammengewachsenen letzten Schwanzwirbel und ein relativ schlanker Humerus Albertonectes von anderen Plesiosauriern. Die Gastrolithen haben einen Durchmesser von einem bis 13,5 cm. Eine Analyse ihrer Form zeigte, dass die meisten in der Nähe eines Strandes aufgenommen wurden.

## Systematik
Eine vorläufige phylogenetische Analyse stellte Albertonectes in eine Klade von langhalsigen Elasmosauriden aus der späten Kreidezeit. Zu seinen nächsten Verwandten zählen Aristonectes, Styxosaurus, Terminonatator und Thalassomedon, nicht jedoch Elasmosaurus, der die zweithöchste Anzahl an Halswirbeln (72) aufweist.